# Подсопье
Подсопье — деревня в Глажевском сельском поселении Киришского района Ленинградской области.

## История
Деревня Подцепье упоминается на карте Санкт-Петербургской губернии 1792 года А. М. Вильбрехта.
На карте Санкт-Петербургской губернии Ф. Ф. Шуберта 1834 года она обозначена как деревня Подцопье, состоящая из 49 крестьянских дворов.

ПОДСКОПЬЕ — деревня принадлежит Казённому ведомству, число жителей по ревизии: 120 м. п., 115 ж. п. (1838 год)

Как деревня Подцопье из 49 дворов, она обозначена на «Специальной карте западной части России» Ф. Ф. Шуберта 1844 года.

ПОДЛОНЬЕ — деревня Ведомства государственного имущества по просёлочной дороге, число дворов — 49, число душ — 126 м. п. (1856 год)

ПОДСОПЬЕ — деревня казённая при реке Волхове, число дворов — 49, число жителей: 141 м. п., 132 ж. п.; Часовня православная. Обывательская станция. (1862 год)

Сборник Центрального статистического комитета описывал её так:

ПОДСОПЬЯ (ПОДЦЕПЫ) — деревня бывшая государственная при реке Волхове, дворов — 62, жителей — 288; молитвенный дом, часовня, земская почтовая станция, 2 лавки, торжок 6 августа. (1885 год)

Согласно епархиальным сведениям 1899 года деревня относилась к приходу Владимирской церкви (Введения Пресвятой Богородицы), ранее Михайловского погоста, в селе Глажево.
В конце XIX — начале XX века деревня административно относилась к Глажевской волости 5-го земского участка 1-го стана Новоладожского уезда Санкт-Петербургской губернии.
По данным «Памятной книжки Санкт-Петербургской губернии» за 1905 год деревня Подсопье входила в состав Подсопского сельского общества.

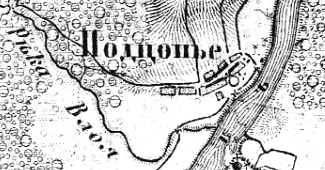
Деревня Подсопье на карте 1915 года

Согласно карте Петроградской и Новгородской губерний 1915 года деревня называлась Подцопье.
С 1923 по 1927 год деревня Подсопье входила в состав Подсопского сельсовета Глажевской волости Волховского уезда.
Согласно данным переписи населения СССР 1926 года в деревне Подсопье проживали 324 человека — все русские. 
С 1927 года в составе Андреевского района.
С 1928 года в составе Глажевского сельсовета.
С 1931 года в составе Городищенского сельсовета Киришского района. В 1931 году в деревне был организован колхоз «Сопки».
Согласно карте Ленинградской области Северо-западного аэрогеодезического треста ГГУ издания 1932 года деревня насчитывала 39 крестьянских дворов. В деревне находилась часовня, к северу от деревни находились две ветряных мельницы.
По данным 1933 года деревня называлась Подцепье и входила в состав Городищенского сельсовета Киришского района.

План деревни Подсопье. 1937 год

Согласно топографической карте РККА 1937 года деревня насчитывала 58 крестьянских дворов. В деревне находились ветеринарный пункт и школа. В деревне работал колхоз «Сопки».
В 1939 году население деревни Подсопье составляло 329 человек. Согласно переписи населения СССР 1939 года в деревне Подсопье проживали 165 мужчин и 164 женщины, всего 329 человек.
С 1950 года вновь в составе Глажевского сельсовета.
С 1963 года в составе Волховского района.
С 1965 года вновь составе Киришского района.
В 1968 году население деревни Подсопье составляло 142 человека.
По данным 1966, 1973 и 1990 годов деревня Подсопье также входила в состав Глажевского сельсовета.
В 1997 году в деревне Подсопье Глажевской волости проживали 59 человек, в 2002 году — 43 (русские — 98 %).
В 2007 году в деревне Подсопье Глажевского СП проживал 51 человек, в 2010 году — 40.

## География
Деревня расположена в северо-западной части района на автодороге 41А-006 (Зуево — Новая Ладога) в месте примыкания к ней автодороги 41К-551 (Подсопье — Гороховец).
Расстояние до административного центра поселения — 4 км.
Расстояние до ближайшей железнодорожной станции Глажево — 3 км.
Деревня находится на левом берегу реки Волхов.

## Демография
| 1838 | 1862 | 1885 | 1939 | 1968 | 1997 | 2002 |
| ---- | ---- | ---- | ---- | ---- | ---- | ---- |
| 235  | ↗273 | ↗288 | ↗329 | ↘142 | ↘59  | ↘43  |
| 2007 | 2010 | 2017 |      |      |      |      |
| ↗51  | ↘40  | ↗49  |      |      |      |      |

### Национальный состав
Согласно данным Всероссийской переписи населения 2021 года в деревне проживали 66 человек, из них:
 русские — 61, цыгане — 3, другие национальности — 1 человек, один человек национальность не указал.